# Zagrzebnica żółtoboka
Zagrzebnica żółtoboka (Heleioporus barycragus) – gatunek płaza bezogonowego z rodziny Limnodynastidae występujący w australijskim stanie Australia Zachodnia. Dorasta do 9 cm długości i cechuje się okrągłym ciałem o czekoladowej barwie, z miejscowymi żółtymi plamkami. Zasiedla cieki wodne płynące na glinie lub na granicie. Do rozrodu dochodzi jesienią, samce kopią nory wzdłuż brzegu cieku, do których następnie wchodzą samice, które składają do 500 jaj w pienistym gnieździe. Kijanki wymywane są z nory przez wodę dostarczoną przez zimowe opady deszczu, ich czas rozwoju wynosi 8–12 tygodni.

## Wygląd
Największy przedstawiciel rodzaju Heleioporus w Australii Zachodniej, osiąga długość prawie 9 cm. Ciało jest okrągłe, a oczy duże i wyłupiaste. Ciało przybiera barwę czekoladowobrązową, pokryte jest również żółtymi plamkami na bokach. Samce mają potężnie zbudowane kończyny przednie, ponadto rozwijają się u nich duże czarne kolce na palcach u dłoni podczas okresu godowego.

## Zasięg występowania i siedliska
Gatunek ten występuje w południowo-zachodnich obszarach Australii Zachodniej. Spotkać go można w paśmie górskim Darling Range. Zasiedla cieki wodne, które płyną na glinie lub na granicie. Zasięg występowania wynosi 17 100 km².

## Rozmnażanie i rozwój
Samce kopią nory wzdłuż brzegów tymczasowych cieków wodnych płynących zimą. Nory są stosunkowo krótkie w porównaniu do innych gatunków Heleioporus. Jesienią samce nawołują z nor w celu zwabienia samic. Samica wchodzi do nory, w której dochodzi do ampleksusu. Samica składa do 500 jaj w pienistym gnieździe w wilgotnej glebie na dnie nory. Zimą nora jest zalewana przez deszcze, co pozwala nowo wyklutym kijankom na wydostanie się z gniazda i dopłynięcie do zbiornika wodnego. Kijanki mają kolor od ciemnobrązowego do jasnoszarego, obecne są również jasne linie na obu bokach ciałach. Czas rozwoju wynosi 8–12 tygodni.